# Tankmonument (Vielsalm)

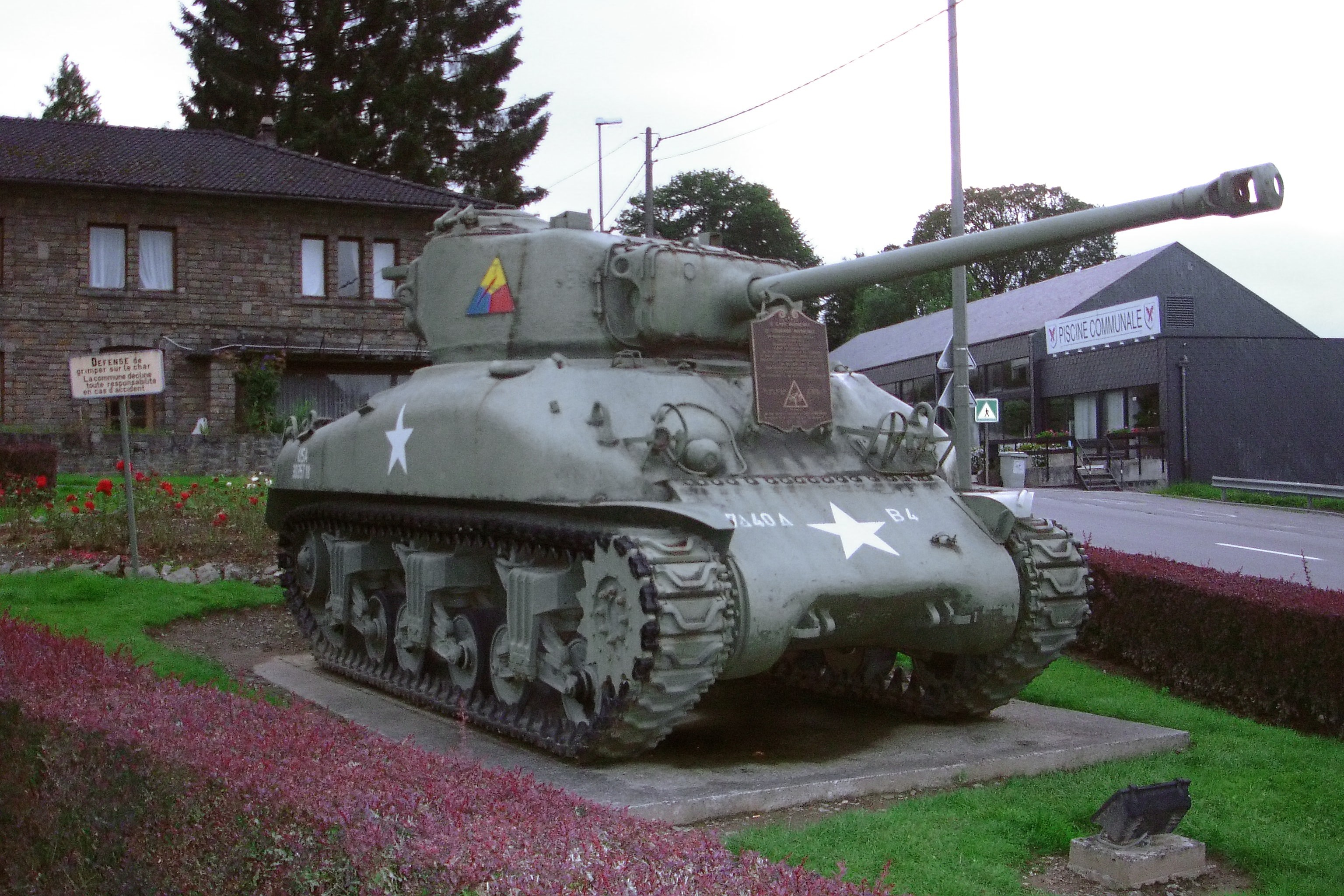
Tankmonument in Vielsalm

Het Tankmonument is een oorlogsmonument in de Belgische gemeente Vielsalm. Het tankmonument staat aan de Rue Hermanmont (N675) in het oosten van de plaats. De tank is van het type M4A1 Sherman.

## Geschiedenis
In december 1944 werd de Amerikaanse tank gebruikt door de 7th Armored Division tijdens de Slag om de Ardennen, waarbij ze de Duitse opmars vanuit Sankt Vith richting Vielsalm ophielden. Dit maakte het voor de Amerikanen mogelijk om het hier ondertussen te versterken.
In 1976 werd het dorp deze tank aangeboden en werd na transport vanuit het Duitse Grafenwohr Depo op 20 februari 1984 hier geplaatst.
In 2014 werd het monument opgeknapt.